# Бассо, Габриэль
Лу́ис Габриэ́ль Бассо́ III (англ. Louis Gabriel Basso III; род. 11 декабря 1994, Сент-Луис, Миссури) — американский актёр, известный по ролям в сериале «Эта страшная буква „Р“», в фильмах «Супер 8», «Короли лета».

## Биография
Родился в Сент-Луисе, штат Миссури, в семье Марси и Луиса Дж. Бассо-младшего. Он учился на дому вместе со своими двумя сёстрами, актрисами Александрой и Аннализой Бассо. Его семья посещала церковь Учения Благодати в Сент-Чарльзе, штат Миссури. Бассо изначально хотел стать профессиональным футболистом, прежде чем нашёл актёрское мастерство.

## Фильмография
| Год       | Название                        | Роль                                  |
| --------- | ------------------------------- | ------------------------------------- |
| 2007      | Привет, Билл!                   | Ребёнок с раком                       |
| 2007      | Элис вверх тормашками           | Одноклассник, член театрального клуба |
| 2009      | Мун из Алабамы                  | Хэл Митчелл                           |
| 2011      | Супер 8                         | Мартин                                |
| 2013      | Короли лета                     | Патрик Кинан                          |
| 2014      | Рой                             | Адам Голдштейн                        |
| 2015      | Особо опасна                    | Гуч                                   |
| 2015      | Итака                           | Тоби Джордж                           |
| 2015      | Анатомия прилива                | Кайл Уотерман                         |
| 2015      | Американский рестлер: Волшебник | Джимми Петерсен                       |
| 2016      | Защитник                        | Майк Ласситер                         |
| 2020      | Элегия Хиллбилли                | Джей Ди Вэнс                          |
| 2023—н.в. | Ночной агент                    | Питер Сазерленд                       |
| 2024      | Незнакомцы: Начало              | Грегори                               |
| 2024      | Не для слабонервных             | Майк                                  |
| 2024      | Присяжный номер два             | Джеймс Сайт                           |
| 2025      | Незнакомцы: Часть вторая        | Грегори                               |
| 2025      | Дом динамита                    |                                       |